# Danurejo (Mertoyudan)
Danurejo is een bestuurslaag in het regentschap Magelang van de provincie Midden-Java, Indonesië. Danurejo telt 7597 inwoners (volkstelling 2010).